# Alberto Helman
Alberto Helman (ur. ? w Santiago del Estero, zm. ?) – argentyński piłkarz, grający podczas kariery na pozycji obrońcy.

## Kariera klubowa
Alberto Helman podczas piłkarskiej kariery występował w Mitre Santiago del Estero.

## Kariera reprezentacyjna
W 1928 Helman uczestniczył w Igrzyskach Olimpijskich, na których Argentyna zdobyła srebrny medal. Na turnieju w Amsterdamie Helman był rezerwowym i nie wystąpił w żadnym meczu. Nigdy nie zdołał zadebiutować w reprezentacji Argentyny.